# Исин (Цзянсу)
Иси́н (кит. упр. 宜兴, пиньинь Yíxīng, буквально: «верность долгу и процветание») — городской уезд городского округа Уси провинции Цзянсу (КНР).

## История
Ещё во времена первого централизованного государства в истории Китая — империи Цинь — в этих местах был создан уезд Янсянь (阳羡县).
Во времена империи Цзинь в связи с тем, что Чжоу Ци — старший сын генерала Чжоу Чу — трижды отличился военными успехами, в честь этого события императорский двор в 310 году создал округ Исин (义兴郡, название означает «верность и процветание»), в состав которого вошло 6 уездов, в том числе уезд Янсянь. Во времена империи Суй в 589 году округ Исин был расформирован, а уезд Янсянь был переименован в уезд Исин (义兴县).
После основания империи Сун в связи с тем, что иероглиф 义 входил в личное имя основателя империи — Чжао Куанъи — из-за практики табу на имена он был заменён на иероглиф 宜, и название уезда стало писаться как 宜兴县.
При монгольской империи Юань уезд был в 1278 году поднят в статусе, став Исинской управой (宜兴府), но пять лет спустя управа была вновь понижена до уезда. В 1298 году уезд был преобразован в область Исин (宜兴州). В 1358 году Чжу Юаньчжан переименовал область Исин в область Цзяньнин (建宁州), но после основания империи Мин в 1369 году она была понижена в статусе и вновь стала уездом Исин. Во времена империи Цин в 1724 году из уезда Исин был выделен уезд Цзинси (荆溪县). После Синьхайской революции уезд Цзинси был в 1912 году вновь присоединён к уезду Исин.
В 1949 году был создан Специальный район Чанчжоу (常州专区), и уезд вошёл в его состав. В 1953 году Специальный район Чанчжоу был расформирован, и уезд перешёл в состав Специального района Сучжоу (苏州专区). В 1956 году уезд был передан в состав Специального района Чжэньцзян (镇江专区). В 1967 году Специальный район Чжэньцзян был переименован в Округ Чжэньцзян (镇江地区).
В 1983 году был образован городской округ Уси, и уезд вошёл в его состав. В 1988 году уезд был преобразован в городской уезд.

## Административное деление
Городской уезд делится на 5 уличных комитетов и 13 посёлков.